# Борис Брајовић
Протојереј-ставрофор Борис Брајовић (Подгорица, 7. октобар 1967) црногорски је и српски доктор филозофских наука. Основну и средњу школу завршио је у Даниловграду, након чега је завршио студије на Филозофском факултету у Никшићу, на Одсјеку за Филозофију, а наставио постдипломске на Националном и Каподистријском Универзитету у Атини. Некадашњи је декан на Православном богословском факултету Свети Василије Острошки у Фочи (до 11. априла 2014. године). Предаје Историју средњовјековне и ренесансне филозофије, као и Историју византијске филозофије.
Предсједник је Друштва филозофа Црне Горе, као и Српског друштва за хеленску филозофију и културу (Никшић/Атина/Јоханезбург).